# MV Agusta Brutale 800
Die Brutale 800 ist ein Naked Bike des italienischen Herstellers MV Agusta.
Nachdem MV Agusta im Jahr 2012 mit der Brutale 675 den Dreizylindermotor der F3 in ein unverkleidetes Motorrad einbaute und damit einen direkten Mitbewerber zur Triumph Street Triple schuf, präsentierte der Motorradbauer zum Modelljahr 2013 zusätzlich die Brutale 800. Jedoch ersetzt dieses Modell nicht die 675, sondern schließt die Lücke zur Brutale 1090. Hauptaugenmerk bei der Weiterentwicklung war ein gesteigertes Drehmoment bei niedrigerer Drehzahl.
Wie das kleinere Modell verfügt die 800 über ein „Ride-by-Wire“-System, ein auf Motorräder abgestimmtes Drive-by-Wire-Konzept, mit dem die Ansteuerung des Motors realisiert wird. Ferner ist eine achtstufige Traktionskontrolle, eine Einarm-Hinterachsschwinge und eine Upside-Down-Vorderradgabel verbaut. Als Sonderausstattung gibt es einen Schaltautomaten, der die Schaltvorgänge beschleunigt, aber nicht mit einem Automatikgetriebe zu vergleichen ist. Zur EICMA 2013 stellte MV Agusta weitere Motorräder auf Basis der Brutale 800 vor, so die Rivale 800 und die Brutale 800 Dragster. Die technischen Daten dieser Motorräder unterscheiden sich nur marginal von der Brutale, jedoch heben sie sich vom Design etwas ab. So orientiert sich die Rivale an Supermoto-Maschinen, während die Dragster auf Streetfighter getrimmt ist. MV Agusta vermarktet die Brutale 800 als „the most versatile roadster“.
Zum Modelljahr 2015 wurden weitere Modellvarianten vorgestellt. Einerseits wurde die 800 RR präsentiert, die über 103 kW bei 13.100/min sowie eine geänderte Gabel und ein verändertes Einspritzsystem verfügt. Andererseits die Turismo Veloce und die Stradale, mit denen MV Agusta den Markt der Reise- und Touring-Motorräder betritt. Beide Versionen verfügen über mehr Federweg, einen geänderten Lenker, Lenkerverkleidung (Tourismo) bzw. Windschild (Stradale) und je nach Variante auch Seitenkoffer. Außerdem wurde das Heck auf die höhere Belastung durch Koffersatz bzw. Sozius ausgelegt. Bei der Stradale wurde die Leistung auf 84,5 kW zurückgenommen, das Drehmoment wurde leicht verringert auf 78 Nm. Die Veloce besitzt in der Ausstattungsvariante Lusso ein elektronisch geregeltes Fahrwerk.

## Antrieb
Der  quer eingebaute Dreizylinder-Reihenmotor weist als besonderes Merkmal eine gegenläufige Kurbelwelle auf, d. h. die Welle dreht sich gegen die Fahrtrichtung, was der Agilität des Motorrads entgegenkommt. Durch das Ride-by-Wire werden die Drosselklappen nicht mechanisch, sondern über Servomotoren elektronisch gesteuert. Somit kann für unterschiedliche Fahrzustände das Ansprechverhalten des Motors angepasst werden. Der Fahrer kann zwischen vier verschiedenen Einstellungen wählen, eine davon ist frei programmierbar. Zusammen mit der achtstufigen Traktionskontrolle sorgt das System für eine bessere Kontrolle der abrufbaren Leistung.

## Fahrwerk
Die Brutale 800 ist ausgestattet mit einer Upside-Down-Gabel und einem hydraulisch angepassten Stoßdämpfer. Die Gabel mit 43 mm Holmdurchmesser und einem Federweg von 125 mm ist einstellbar in Druck-, Zug- und Federvorspannung. Das hintere Zentralfederbein bietet 119 mm Federweg, ebenfalls einstellbar in Druck-, Zug- und Federvorspannung. Die Einarmschwinge erleichtert Ein- und Ausbau des Hinterrades sowie das Spannen der Kette. Die Bremsen vom Hersteller Brembo sind auf die Leistungsfähigkeit des Motorrads abgestimmt. Ein Antiblockiersystem wird seit Modelljahr 2014 serienmäßig verbaut.

## Farben
- Rot-Silber
- Weiß-Rot
- Grau-Weiß
- Weiß-Blau-Rot (Italia)

## Kritiken
In der Fachpresse wird das Design und die in dieser Fahrzeugklasse ungewöhnlich hochwertige Ausstattung gelobt. Lediglich das etwas verzögerte Ansprechen der Motorelektronik wurde in den ersten Modelljahren bemängelt. Im Modelljahrgang ab 2015 wurden  diese Probleme behoben.